# 小行星7734
小行星7734（英語：7734 Kaltenegger）是一颗围绕太阳公转的小行星。1979年6月25日，舒爾特·巴斯、埃莉諾·赫琳在赛丁泉山发现了此天体。
这颗小行星的绝对星等为14.3等。以生於奧地利的天文學家麗莎·卡爾特內格命名。